# Hardin County (Kentucky)
Hardin County is een county in de Amerikaanse staat Kentucky.
De county heeft een landoppervlakte van 1.626 km² en telt 94.174 inwoners (volkstelling 2000). De hoofdplaats is Elizabethtown.

## Bevolkingsontwikkeling

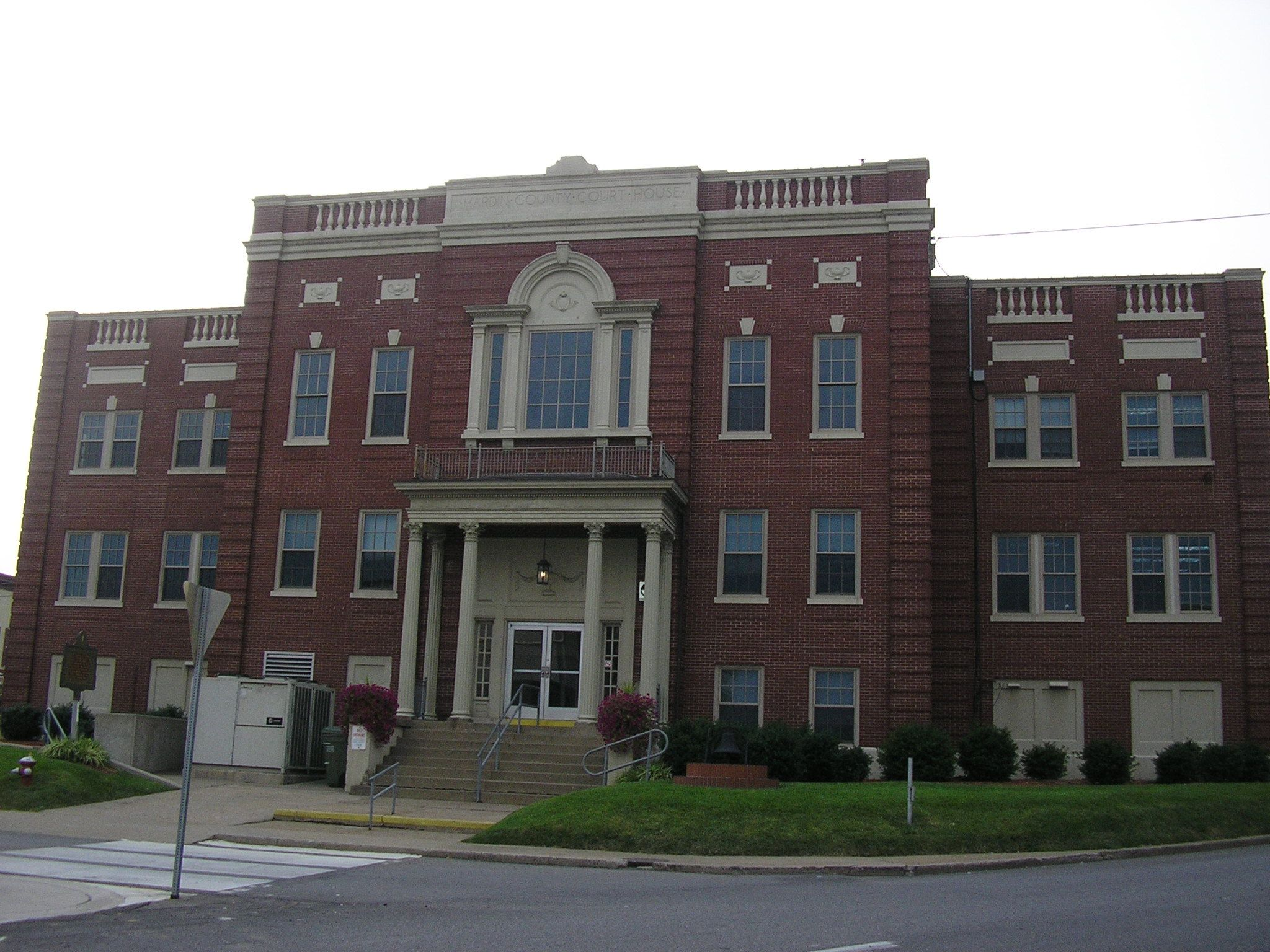
Hardin County Courthouse